# Пески
Пески (на руски: Пески) е село в Поворински район на Воронежка област на Русия.
Административен център и единствено населено място на Песковското селище от селски тип.

## География
Селото се намира на брега на рекичките Хопьор и Белка. Близо до селото е разположена железопътната станция Кардаил.

## Население
| 1959 | 1979 | 2002 | 2017 |
| ---- | ---- | ---- | ---- |
| 9939 | 8020 | 7331 | 6487 |

## История
Датата на основаването на селото е 19 юли 1722 г.
Първоначално село Пески е разположено на противоположния бряг на река Хопьор. Според записките на Деметий Наумов, дякона на село Губари, публикувани във „Воронежские Епархиальные ведомости“ от 1866 г., в селото общо има около 20 домакинства, приписани към манастира. Към 1762 г. в селото се появяват изселници от Подмосковието. По това време селото вече има население около 200 души. След около пет години Пески се премества на днешното си място. През 1768 г. тук се преселват от подмосковския град Вереи и манастира „Давидова пустиня“ още 250 души, а от село Митрополие на Моршански уезд – други 310 души, разселили се по брега на река Белка. По това време селото вече наброява около 700 жители. През май 1769 г. започва строителството на църква, осветена през февруари 1774 г.
През 1835 г. в Пески са преброени над 3000 жители.
През 1859 г. в селото живеят 3077 мъже и 3387 жени, има 773 домакинства, а през 1886 г. – 9699 жители и 1268 домакинства.
В периода 1929 – 1959 г. Пески е център на Песковския район.

## Инфраструктура
В селото има 2 основни общообразователни училища, средно общообразователно училище, музикално училище, детско-юношеска спортна школа и 2 детски градини.

## Известни личности
- Ефим Мамонтов – роден в селото, главнокомандващ на бунтовническа армия в Западен Сибир през 1918 – 1919 г.
- Дмитрий Тепляков – роден в селото, Герой на Съветския съюз.
- Антонина Судина – член на Централния Изпълнителен комитет на СССР.